# Jürgen Lässig
Jürgen Lässig (ur. 25 lutego 1943 roku w Tuttlingen, zm. 17 lutego 2022) – niemiecki kierowca wyścigowy.

## Kariera
Lässig rozpoczął karierę w międzynarodowych wyścigach samochodowych w 1974 roku od startów w German Racing Championship. Z dorobkiem czterech punktów uplasował się tam na 46 pozycji w klasyfikacji generalnej. W późniejszych latach Niemiec pojawiał się także w stawce World Challenge for Endurance Drivers, Procar BMW M1, World Championship for Drivers and Makes, FIA World Endurance Championship, European Endurance Championship, World Sports-Prototype Championship, 24-godzinnego wyścigu Le Mans, 24-godzinnego wyścigu Daytona, Sportscar World Championship, IMSA World Sports Car Championship oraz Global GT Championship.